# Compilation, 12 instants d'amour non partagé
Série
Vosges
(2007) Je flotterai sans envie
(2008)
Pour plus de détails, voir Fiche technique et Distribution.
Compilation, 12 instants d'amour non partagé est un documentaire français réalisé par Frank Beauvais et sorti en 2007.

## Fiche technique
- Titre : Compilation, 12 instants d'amour non partagé
- Réalisation : Frank Beauvais
- Scénario : Frank Beauvais
- Photographie : Frank Beauvais
- Montage : Thomas Marchand
- Son : Philippe Grivel
- Production : Les Films du Bélier
- Pays de production :  France
- Durée : 43 minutes
- Date de sortie : France - 25 novembre 2007

## Distribution
- Arno Kononow

## Distinctions

### Récompense
- Prix du jury aux Rencontres internationales du moyen métrage de Brive 2008[1]

### Sélections
- Festival Doclisboa de Lisbonne 2007
- Festival du film de Belfort - Entrevues 2007
- Festival international du film de Locarno 2007
- Festival de films gays et lesbiens de Paris 2008
- Cinéma du réel 2010